# Piadena

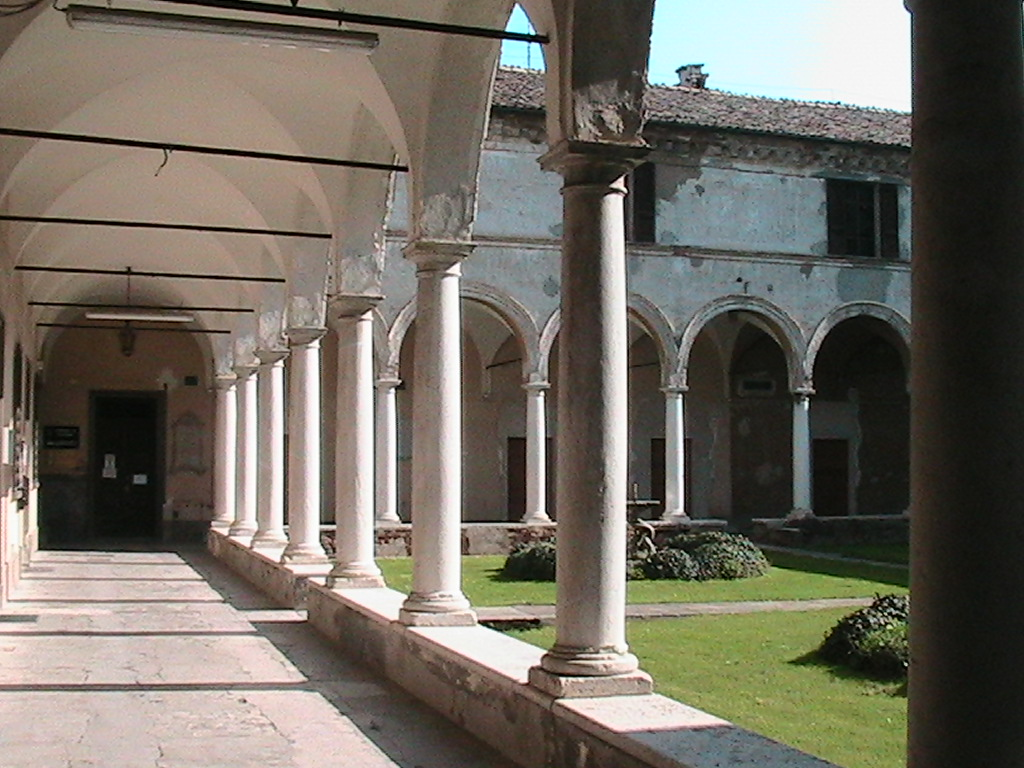
Chiostro ex convento Gerolimini.

Piàdena (pronunciato [ˈpjaːdena] in italiano e [ˈpjadenɑ] nel dialetto locale) è una località di 3 417 abitanti, sede del comune italiano di Piadena Drizzona in provincia di Cremona.
Rispetto al capoluogo si trova a circa 30 km a est; oltre a Cremona, Piadena è quasi equidistante da Parma (circa 40 km), Brescia (circa 50 km) e Mantova (circa 35 km) e questa posizione geografica ha fatto del paese un centro di riferimento importante per i piccoli paesi del suo circondario. Il territorio è posto nella pianura a nord di Casalmaggiore, sulla sponda destra dell'Oglio.
Piadena è anche un importante nodo ferroviario. La sua stazione è posta all'incrocio tra le ferrovie Brescia - Parma e Cremona - Mantova. Il paese è inoltre attraversato, in direzione ovest-est, dalla Strada statale 10 Padana Inferiore e in direzione nord-sud dalla Strada statale 343 Asolana. L'economia locale è basata soprattutto sull'agricoltura, con la presenza anche di qualche industria, alimentare e metallurgica.

## Storia

Vecchio stemma comunale.

Piadena fu abitata già in età preistorica, come testimoniano ritrovamenti archeologici nella zona; nel neolitico le popolazioni primitive vivevano quasi sicuramente in capanne poste su alture e in villaggi lacustri nell'età del bronzo. L'etimologia di Piadena non è certa: secondo un'ipotesi piuttosto antica, il nome sarebbe dovuto all'esarca di Ravenna Giovanni Platina, che nel 686 fondò qui il castrum Platinae. Secondo altri storici la nascita del centro deriverebbe invece da un insediamento etrusco. 
La località appare nominata in un atto del 990 con cui il vescovo cremonese dona il castello al Monastero di San Lorenzo in Cremona. Nel 1019 venne ceduta dal marchese di Toscana Bonifacio di Canossa ai vescovi cremonesi.
Sconvolta per due secoli (XIII e XIV) dalle lotte fra guelfi e ghibellini, fu incendiata nel 1306 dai guelfi bresciani e mantovani. Occupata dai Gonzaga, nel 1348 fu ceduta ai Visconti, che ne rafforzarono il sistema difensivo e fecero erigere torrioni di guardia (le “torrazze di Salvaterra”) che ancora oggi spiccano sullo stemma civico. Nel XV secolo fu espugnata dai veneziani, ma ritornò ben presto al Ducato di Milano. Nel 1494 gli Sforza la infeudarono ai Sanseverino. 
Fu feudo di parecchie famiglie, tra cui gli Oscasali di Cremona e gli Araldi. Nel XVII secolo venne saccheggiata durante la guerra che opponeva il duca di Modena agli spagnoli. Nel corso del XVIII e XIX secolo Piadena condivise le sorti del resto del territorio lombardo dalla prima dominazione asburgica, all'avvento di Napoleone, alla costituzione del Regno Lombardo-Veneto. Significativo fu il contributo dato dai piadenesi ai moti rivoluzionari del Risorgimento.

Gonfalone.

Gli edifici storici di rilievo sono l'ex convento seicentesco Gerolimini, sede del municipio, e la villa settecentesca Magio Trecchi, dove è attiva una casa di cura per anziani.
Nel municipio, che occupa l'ex convento dei Gerolimini, vi è un museo archeologico che espone numerosi reperti preistorici, celtici e romani.

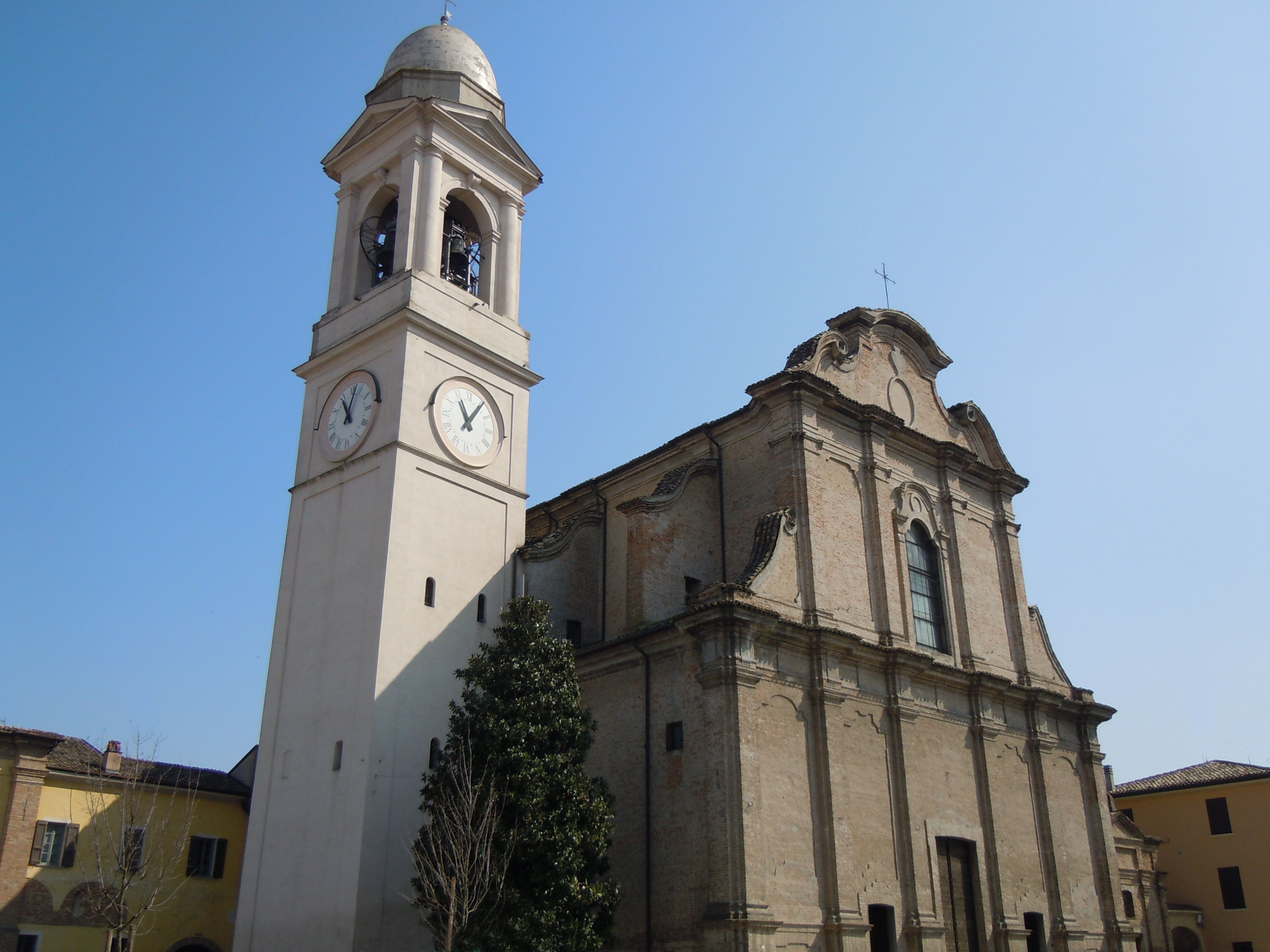
Chiesa parrocchiale

Dal 1º gennaio 2019 si è fuso con il comune di Drizzona per dare vita al nuovo comune di Piadena Drizzona.

### Simboli
Lo stemma e il gonfalone di Piadena erano stati concessi con decreto del presidente della Repubblica del 26 giugno 2008.
Lo stemma comunale è composto da alcuni emblemi significativi della storia locale. Le due torri in muratura congiunte da un ponte sul fiume alludono o alle fattezze della torre denominata di Salvaterra, che si doveva trovare sul canale Delmona sulla strada per San Giovanni in Croce, oppure alludono alle due distinte torri difensive del territorio, ossia la Torre di Salvaterra e la torre che doveva ergersi in prossimità del fiume Oglio. Sopra la struttura muraria compare il singolare stemma visconteo del serpente che inghiotte un uomo, simbolo delle vittoriose imprese belliche del nobile casato dei Visconti. Sotto lo stemma compare il nome del comune nell'antica forma di "Platina".
Il gonfalone era un drappo di bianco con la bordatura di azzurro.

## Monumenti e luoghi d'interesse

### Architetture religiose
- Chiesa di Santa Maria Assunta, risalente al XVIII secolo
- Ex convento e chiostro dei Gerolimini

### Siti archeologici
- Sito palafitticolo Lagazzi del Vho patrimonio Unesco

### Aree naturali
- Monumento naturale I Lagazzi

## Società

### Evoluzione demografica
Abitanti censiti

## Cultura

### Eventi
- Fiera settembrina
- Festa del Platina

### Musei
- Museo archeologico

## Sport
Piadena ha una grande tradizione sportiva. La società calcistica è il G.S. Danilo Martelli Piadena che milita nel campionato di 2ª categoria; il basket è rappresentato dal G.S. Corona Platina che gioca in serie B. Vi è anche una squadra femminile di pallavolo, il Volley Piadena A.S.D.